# Heinrich Bleichrodt

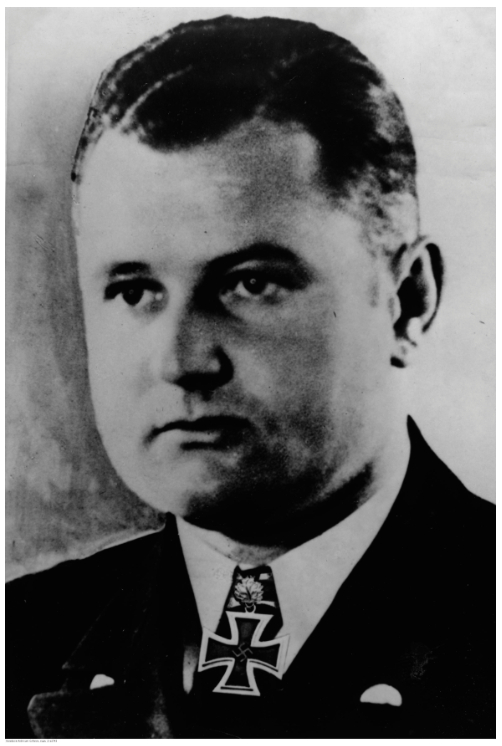
Kapitänleutnant Heinrich Bleichrodt, wahrscheinlich nach der Verleihung des Eichenlaubs zum Ritterkreuz

Heinrich „Ajax“ Bleichrodt (* 21. Oktober 1909 in Berga (Kyffhäuser); † 9. Januar 1977 in München) war ein deutscher Marineoffizier. Er kommandierte im Zweiten Weltkrieg verschiedene U-Boote und war für die Versenkung von 27 Schiffen, unter anderem des britischen Passagierdampfers City of Benares (1940), verantwortlich.

## Leben
Heinrich Bleichrodt trat am 1. April 1933 im Rang eines Fähnrichs zur See in die Reichsmarine ein. Er diente auf der Gorch Fock und dem Schweren Kreuzer Admiral Hipper, bevor er im Oktober 1939 zur U-Boot-Waffe der Kriegsmarine versetzt wurde.
Bleichrodt fuhr als Erster Wachoffizier auf dem VII-A-Boot U 34 unter Kapitänleutnant Wilhelm Rollmann. Am 4. September 1940 übernahm er von Kapitänleutnant Hans-Rudolf Rösing das Kommando über das VII-B-Boot U 48. Mit diesem Boot machte Bleichrodt zwei Feindfahrten. Auf der ersten versenkte er am 18. September 1940 in der Nähe von Rockall den britischen Passagierdampfer City of Benares, wobei 248 Besatzungsmitglieder und Passagiere, darunter 77 Kinder, ums Leben kamen. Verschiedene Mitglieder der Crew entschuldigten sich nach dem Krieg bei den Überlebenden; von Bleichrodt ist eine entsprechende Entschuldigung nicht überliefert. Unter den Opfern waren der deutsche Journalist Rudolf Olden und der Kunsthistoriker Jenö Lányi, der Ehemann von Monika Mann, die zu den 158 Überlebenden gehörte. Nach beiden Feindfahrten wurde Bleichrodt im Wehrmachtbericht genannt: Das unter Führung von Kapitänleutnant Bleichrodt stehende Unterseeboot hat neun Dampfer mit insgesamt 51.862 BRT versenkt (21. September 1940) und Ein Unterseeboot unter Führung vom Kapitänleutnant Bleichrodt ..., hat auf seiner letzten Unternehmung insgesamt 42.000 BRT feindlichen Handelsschiffraum versenkt (18. Oktober 1940).
Am 22. Januar 1941 stellte er als Kommandant U 67 (IX C) in Dienst. Er gab das Kommando am 4. Juni 1941 ab und wurde Kommandant von U 109 (IX B). Mit U 109 unternahm Bleichrodt von Juli 1941 bis Januar 1943 sechs Feindfahrten, auf denen er 13 Schiffe versenkte.
Wegen einer Erkrankung musste Bleichrodt das Kommando an seinen Ersten Wachoffizier abgeben. Das U-Boot ging auf der nächsten Fahrt am 4. Mai 1943 verloren.
Bleichrodt wurde zur 27. U-Flottille in Gotenhafen versetzt und war ab Juli 1943 Taktiklehrer der 2. Unterseebootslehrdivision. Im November 1943 wurde er zum Korvettenkapitän befördert. Im Juli 1944 übernahm er von Fregattenkapitän Wolfgang Lüth die 22. U-Flottille der 2. Unterseebootslehrdivision.
Während des Krieges versenkte Heinrich Bleichrodt 27 Schiffe mit zusammen 158.923 BRT und beschädigte drei Schiffe mit 11.594 BRT.

## Auszeichnungen
- Eisernes Kreuz (1939) II. und I. Klasse
- U-Boot-Kriegsabzeichen (1939) mit Brillanten
- Ritterkreuz des Eisernen Kreuzes mit Eichenlaub[1]
  - Ritterkreuz am 24. Oktober 1940
  - Eichenlaub am 23. September 1942 (125. Verleihung)